# Église Saint-Martin-de-Tours d'Amanlis
L'église Saint-Martin-de-Tours est une église située à Amanlis, en France.

## Localisation
L'église est située sur la commune d'Amanlis, dans le département d'Ille-et-Vilaine.

## Historique
Le monument est inscrit au titre des monuments historiques par arrêté du 21 février 1974.

## Mobilier

### L'orgue

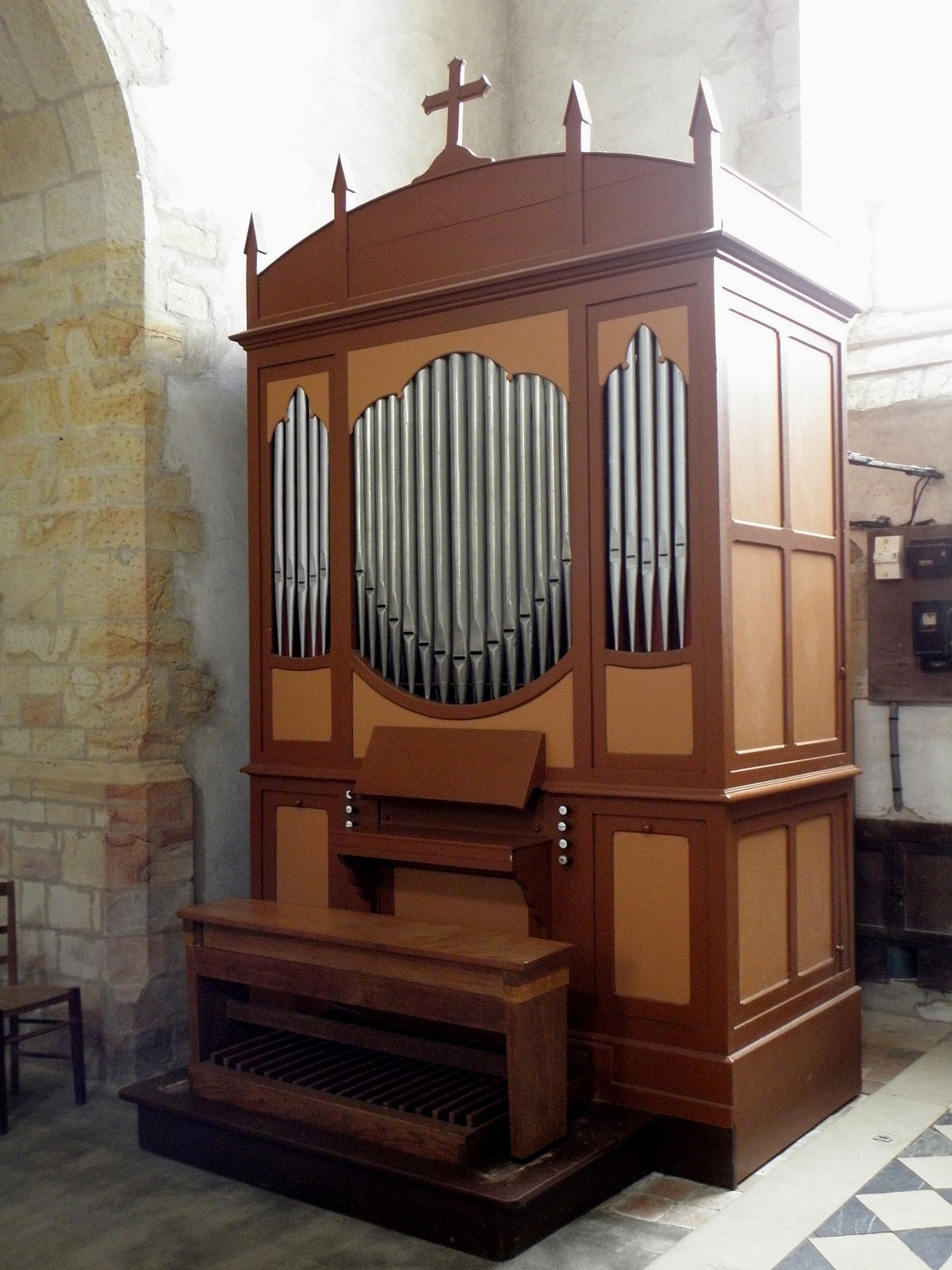
L'orgue de l'église d'Amanlis.

Les archives paroissiales permettent de savoir que l'église d'Amanlis était dotée d'un orgue au début du XVIIIe sans plus de précisions. Outre la mention d'un organiste en 1712, elles révèlent que l'instrument nécessitait des travaux vingt ans plus tard et qu'il fut vendu en 1742.
L'orgue actuel fut construit en 1869 par le rennais René Fiquémont. Installé dans un premier temps sur une tribune sous l'arcade entre le chœur et la chapelle nord, il migra en 1919 derrière le maître-autel avant de rejoindre en 1942 son emplacement actuel, dans la chapelle de la Vierge. 
Entretenu par les manufactures Claus, Gaudu puis Sévère, ce petit instrument compte un clavier avec pédalier à l'allemande en tirasse. La console est en fenêtre, la traction mécanique. Le buffet s'organise autour d'une plate-face centrale de 15 tuyaux, la base étant incurvée et le sommet trilobé. De part et d'autre, deux plates-faces présentent chacune cinq chanoines (faux tuyaux en bois peint) logés sous une arcade ogivale également trilobée. 
La composition de l'orgue est la suivante :
| Positif Ut1-Fa5 |          |
| Bourdon         | 16′      |
| Bourdon         | 8′       |
| Flûte           | 8'       |
| Prestant        | 4'       |
| Doublette       | 2'       |
| Plein-Jeu       | II rangs |
| Cromorne        | 8'       |

| Pédale Ut1-Fa3        |
| En tirasse permanente |